# Guaynabo (Puerto Rico)
Guaynabo är en kommun i Puerto Rico. Kommunen är belägen på öns norra kust. Den avgränsas i norr av kommunen Cataño och bukten vid San Juan; i söder med Aguas Buenas, i öster med San Juan och i väster med Bayamón. Den utgör en del av storstadsområdet San Juan-Caguas-Guaynabo.
Kommunen är uppdelad i 10 distrikt: Camarones, Frailes, Guaraguao, Guaynabo Pueblo, Hato Nuevo, Mamey, Pueblo Viejo, Río, Santa Rosa och Sonadora.

## Historia
Den första europeiska bosättningen i Puerto Rico, Caparra, grundades 1508 av Juan Ponce de León på mark som nu är en del av Guaynabo. Ponce de León bodde där som den första spanska guvernören i Puerto Rico. Staden övergavs 1521 till förmån för San Juan. Caparras ruiner är ett National Historic Landmark i USA där Museum of the Conquest and Colonization of Puerto Rico ligger, med artefakter från platsen och från Puerto Rico.
Kommunen Guaynabo grundades 1769 av Pedro R. Dávila (P.R.), efter en kamp för delning av kommunen Bayamón. Tidigare var kommunen känd som "Buinabo", ett namn som betyder "Här är en annan plats för sötvatten" i Taíno.